# Оејсис (Њу Мексико)
Оејсис (енгл. Oasis) насељено је место без административног статуса у америчкој савезној држави Њу Мексико.

## Демографија
По попису из 2010. године број становника је 149.
| Група             | 2000.    | 2010.       |
| Белци             | 0 (0,0%) | 123 (82,6%) |
| Афроамериканци    | 0 (0,0%) | 2 (1,3%)    |
| Азијати           | 0 (0,0%) | 1 (0,7%)    |
| Хиспаноамериканци | 0 (0,0%) | 18 (12,1%)  |
| Укупно            | 0        | 149         |